# Ghiacciaio Long
Il ghiacciaio Long (in inglese Long Glacier) è un ghiacciaio lungo circa 15 km situato sull'isola Thurston, al largo della costa di Eights, nella Terra di Ellsworth, in Antartide. Il ghiacciaio, il cui punto più alto si trova a circa 50 m s.l.m., è ubicato in particolare nella parte sud-orientale dell'isola e fluisce verso sud fino ad andare ad alimentare la piattaforma glaciale Abbot, circa 25 km a ovest del nunatak Harrison.

## Storia
Il ghiacciaio Long è stato mappato dallo United States Geological Survey (USGS) grazie a fotografie aeree scattate dalla marina militare statunitense (USN) e a ricognizioni effettuate dallo stesso USGS nel periodo 1960-66 ed è stato poi così battezzato dal Comitato consultivo dei nomi antartici in onore di Fred A. Long, Jr., meccanico dello squadrone aereo VX-6, che trascorse l'inverno alla base Little America V nel 1957 e trascorse in Antartide l'estate 1960-61 e quella 1962-63.